# Malangatana

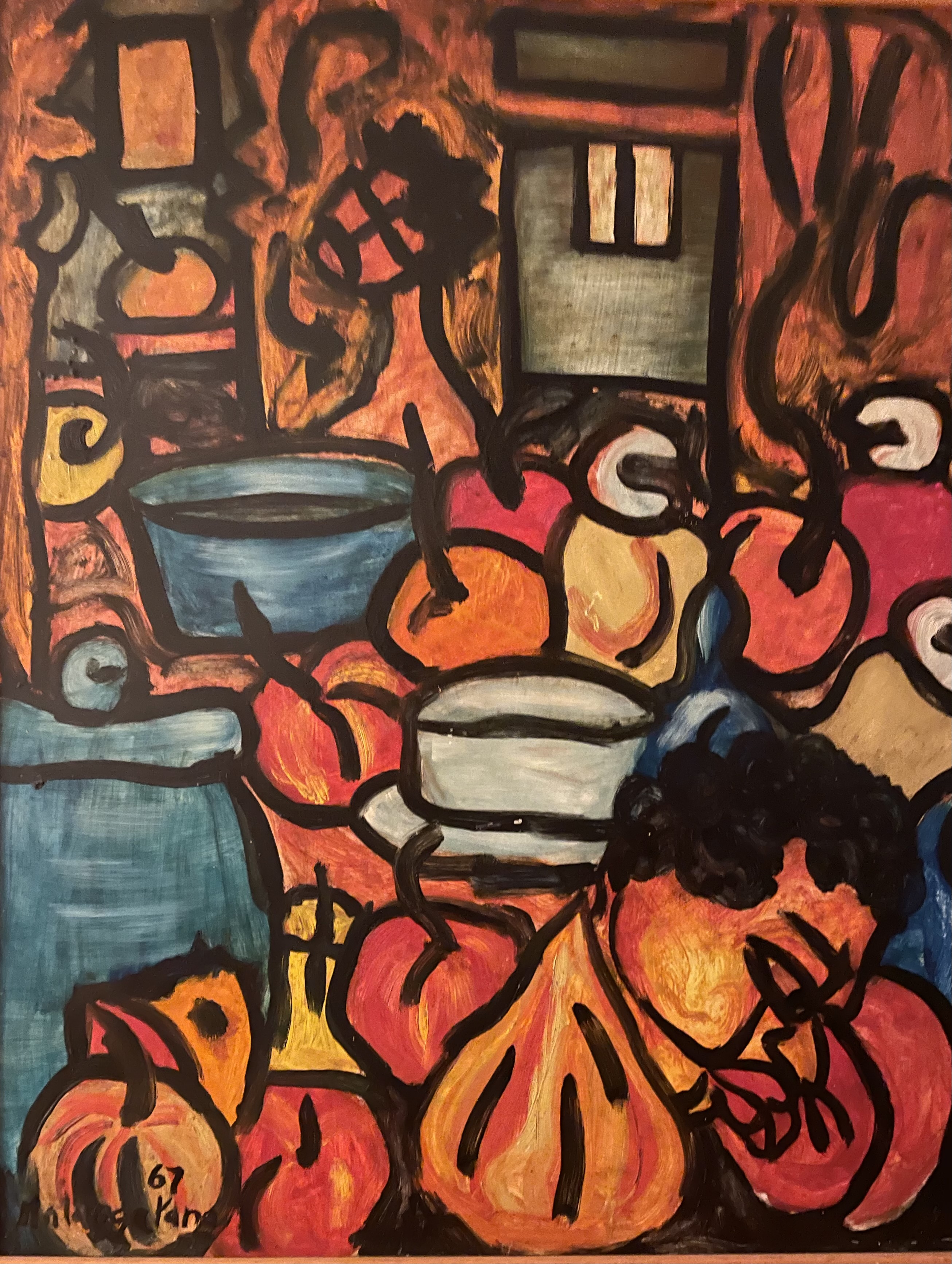
Vista do mercado através da prisão, 1967

Malangatana Valente Ngwenya GOIH (Matalana, distrito de Marracuene, 6 de junho de 1936 – Matosinhos, 5 de janeiro de 2011) foi um artista plástico e poeta moçambicano, conhecido internacionalmente pelo seu primeiro nome "Malangatana", tendo produzido trabalhos em vários suportes e meios, desde desenho, pintura, escultura, cerâmica, murais, poesia e música.

## Biografia
Nasceu na localidade moçambicana de Matalana e passou a infância a ajudar a mãe na fazenda enquanto frequentava a escola da missão suíça protestante, onde aprendeu a ler e a escrever e, após o seu encerramento, a escola da missão católica, concluindo a terceira classe em 1948. Aos 12 anos de idade, mudou-se para Lourenço Marques (actual Maputo) à procura de trabalho, tendo praticado vários ofícios e acabando por em 1953 arranjar trabalho como apanhador de bolas num clube de ténis, o que lhe permitiu retomar os estudos, frequentando aulas nocturnas que lhe despertaram o interesse pelas artes, onde teve como mestre o arquitecto Garizo do Carmo. Um dos membros do clube de ténis, Augusto Cabral, ofereceu-lhe material de pintura e ajudou-o a vender os seus primeiros trabalhos.
Em 1958, ingressou no Núcleo de Arte, uma organização artística local, recebendo o apoio do pintor Zé Júlio. No ano seguinte, expôs a sua arte publicamente, pela primeira vez, numa exposição colectiva, passando a artista profissional graças ao apoio oferecido pelo arquitecto português Pancho Guedes, através da cedência de um espaço onde pôde criar o seu atelier, e da aquisição mensal de dois quadros. Em 1961, aos 25 anos, fez a sua primeira exposição individual no Banco Nacional Ultramarino. Em 1963, publicou alguns dos seus poemas no jornal «Orfeu Negro» e foi incluído na «Antologia da Poesia Moderna Africana».
Nessa altura, é indiciado como membro da FRELIMO, ficando preso na cadeia da Machava até ser absolvido a 23 de março de 1966. A exposição Malangatana - Os anos da prisão, realizada em Lisboa, contabiliza como "anos da prisão" também aqueles que seguiram o cárcere, e em que Malangatana continuou a representá-lo. A 4 de janeiro de 1971, foi novamente detido, a fim de esclarecer o simbolismo do quadro «25 de Setembro», exposto recentemente no Núcleo de Arte, o que pôs em risco a sua partida para Portugal, onde obtivera uma bolsa da Fundação Gulbenkian para estudar gravura e cerâmica.
Em 1976/1977, Malangatana esteve detido num centro de reeducação como castigo pelo seu comportamento na época colonial.[carece de fontes?] Na mesma altura, foi apresentada na Facim (Feira de Maputo) e numa exposição de artes plásticas organizada pelo Centro Organizativo dos Artistas Plásticos e Artesãos, com sede no antigo Núcleo de Arte, uma obra dele que foi cedida por sua mulher.
Depois da independência de Moçambique, foi eleito deputado em 1990, pela FRELIMO. Em 1998, foi eleito para a Assembleia Municipal de Maputo e reeleito em 2003. Participou em acções de alfabetização e na organização das aldeias comunais na Província de Nampula. Foi um dos fundadores do «Movimento Moçambicano para a Paz» e fez parte dos «Artistas do Mundo contra o Apartheid».
Faleceu no Hospital Pedro Hispano, em Matosinhos, Portugal.

## Prémios e homenagens
Malangatana foi galardoado com a medalha Nachingwea, pela sua contribuição para a cultura moçambicana, e investido a 16 de fevereiro de 1995 Grande-Oficial da Ordem do Infante D. Henrique.
Em 1997, a UNESCO nomeou-o «Artista pela Paz» e foi-lhe entregue o prémio Príncipe Claus.
Em 2010, recebeu o título de «Doutor Honoris Causa» pela Universidade de Évora e a condecoração, atribuída pelo governo francês, de «Comendador das Artes e Letras».
Malangatana foi também um dos poucos estrangeiros nomeados como membros honorários da Academia de Artes da RDA.
Em Junho de 2016 a Escola Básica N.º 3 de Alcoitão, no Bairro da Cruz Vermelha, na freguesia de Alcabideche do concelho de Cascais, foi rebatizada com o seu nome.